# Zamek Lichtenstein (Badenia-Wirtembergia)
Zamek Lichtenstein (niem. Schloss Lichtenstein) – zamek z I połowy XIX wieku w Lichtenstein w Niemczech, w kraju związkowym Badenia-Wirtembergia, w Jurze Szwabskiej.

## Historia
Pierwszy zamek w Lichtenstein powstał w II połowie XII wieku. Zamek, który stał od XIV wieku (po 1389 roku) na miejscu dzisiejszej budowli obok starego zamku Lichtenstein (niem. Burg Alt-Lichtenstein) zniszczonego w 1311 roku, był przysadzistą budowlą przypominającą dom. Uległ on zniszczeniu w XVIII wieku. Na jego miejscu w latach 1802–1839 stała leśniczówka. Niemiecki pisarz Wilhelm Hauff opisał swoją wizję w zamku w powieści Lichtenstein. Hrabia Wilhelm Wirtemberski-Urach, zainspirowany opisem Wilhelma Hauffa, kupił teren starego zamku w 1837 lub 1838 roku i postanowił zlecić projekt budowy nowego zamku na średniowiecznych fundamentach wcześniejszej budowli. Nowy zamek zaprojektował architekt Carl Alexander Heideloff, wnętrza budynku projektował jego uczeń Georg Eberlein. Budynek wzniesiono w latach 1840–1842. Zamek został otwarty 27 maja 1842 roku w obecności króla Wilhelma I Wirtemberskiego. Był kilkukrotnie rozbudowywany w XIX wieku. W latach 1984–1999 przeprowadzono jego rewitalizację. 
Poważne badania naukowe zamku zapoczątkowała praca Rolfa Bildingmaiera, który w 1994 roku opublikował ocenę materiału źródłowego dotyczącego historii budowli. Zamek nadal jest własnością rodu Urachi jest udostępniony do zwiedzania za drobną opłatą.

## Architektura
Zamek znajduje się na Jurze Szwabskiej, na niemal pionowej skale wyniesionej 290 m ponad doliną. Zamek z dziedzińcem wzniesiono w stylu historyzmu. Dominantą architektoniczną budowli jest wysoka, ośmiokondygnacyjna, wąska okrągła wieża. Wieżę wieńczy krenelaż z machikułami. Nad podwójnym oknem wieży znajduje się łuk odciążający. Elewację głównej części zamku – palatium – pokrywa kamień łamany. Główną część zamku wieńczą szczyty schodkowe, wyższy z nich jest zwieńczony iglicą, a pod niższym szczytem z kulistym zwieńczeniem i wieżyczką narożną biegnie ciąg okien lancetowych. Bryła budynku jest urozmaicona także wykuszami i blankami oraz wyrafinowanymi dekoracjami otworów okiennych, drzwiowych oraz kominów. Dookoła zamku znajduje się przedzamcze z bramą i dwoma budynkami.

## Galeria

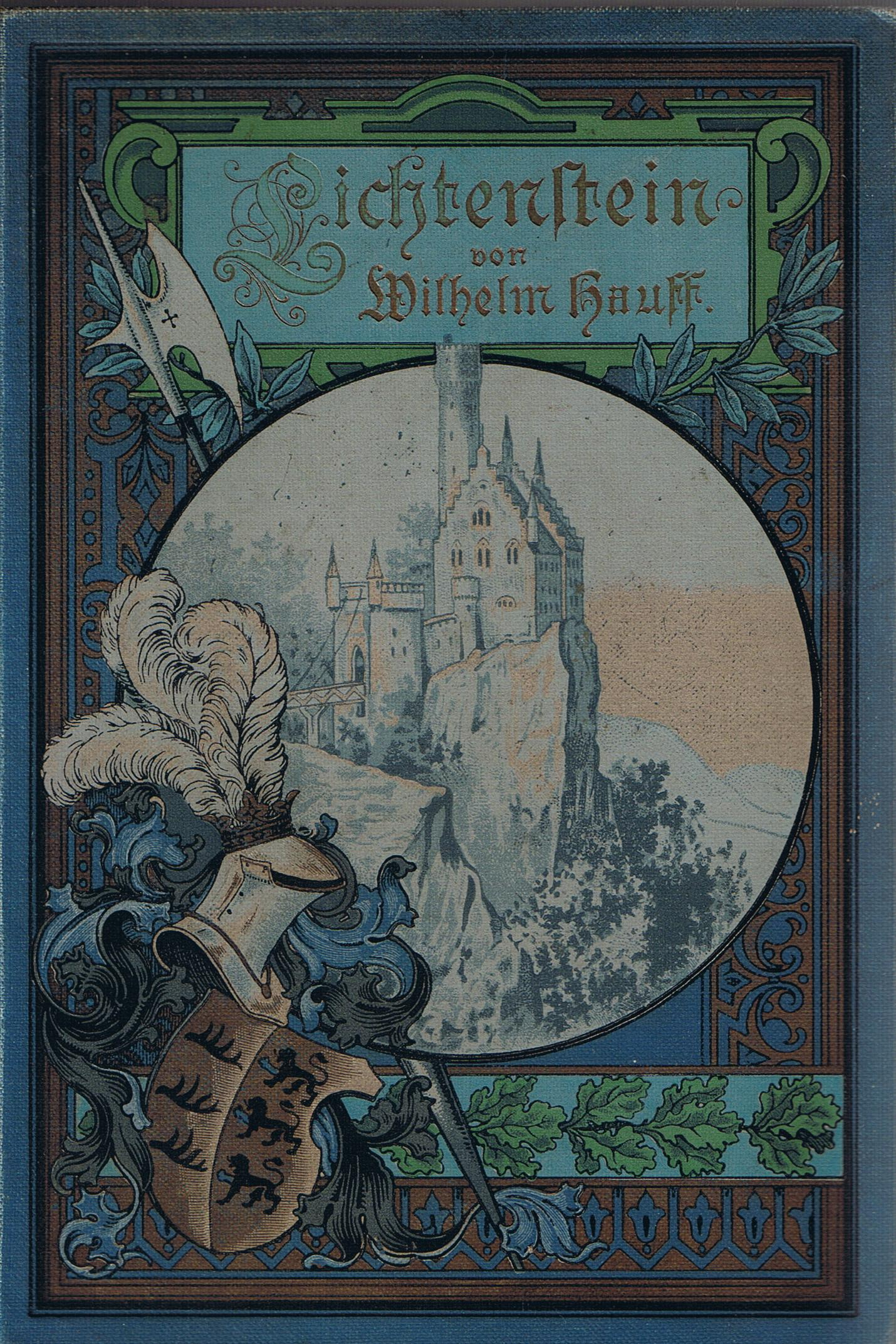
Okładka powieści Lichtenstein z 1826 z wizerunkiem zamku (1826)
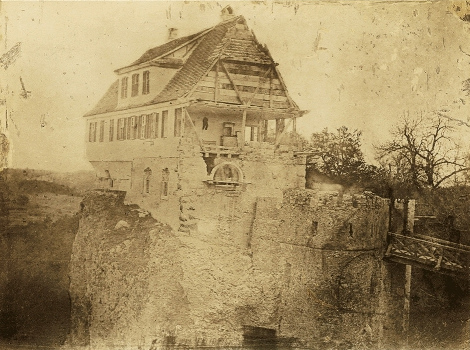
Rozbiórka leśniczówki pod budowę zamku (1839)
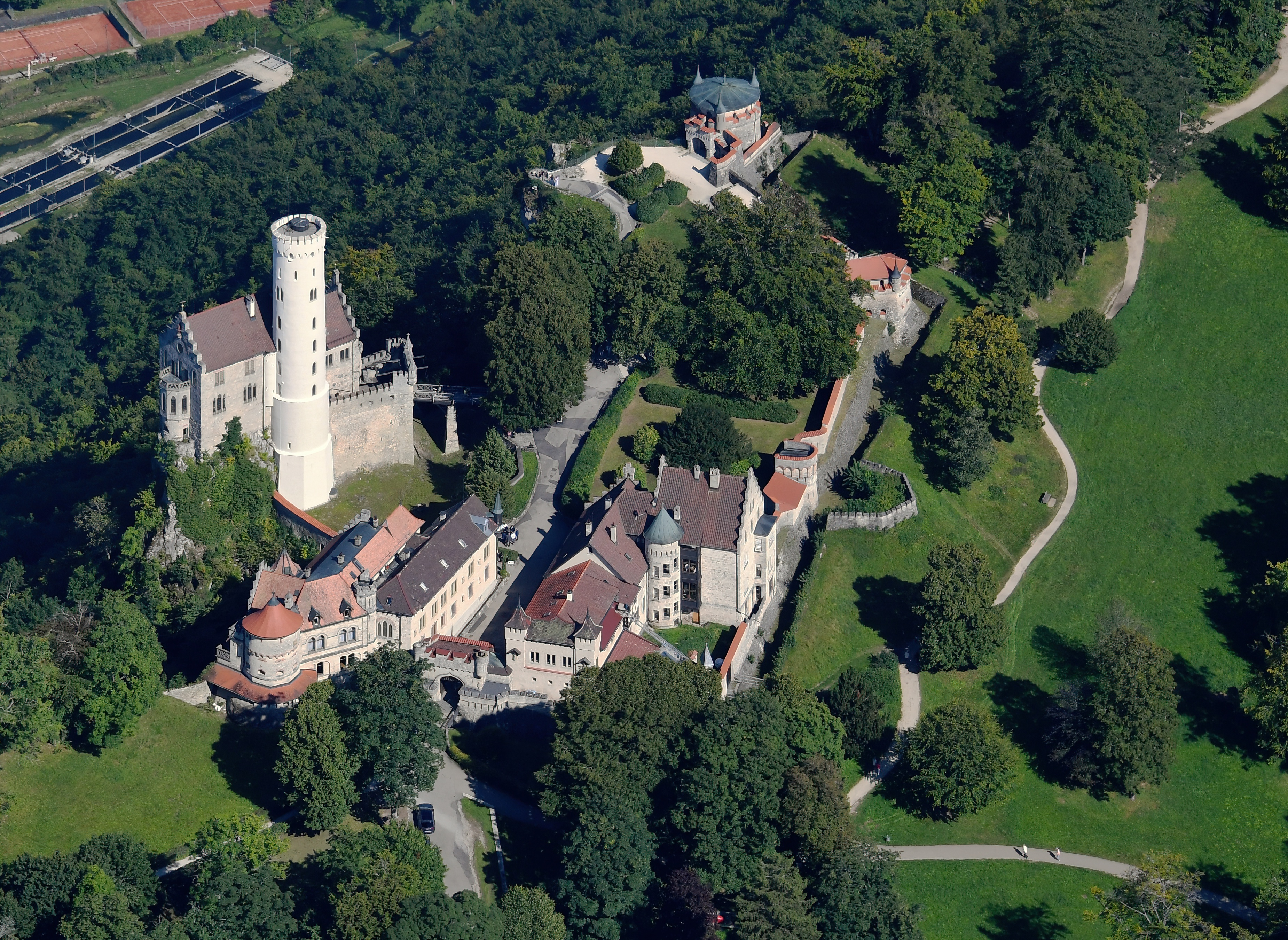
Widok z lotu ptaka (2021)
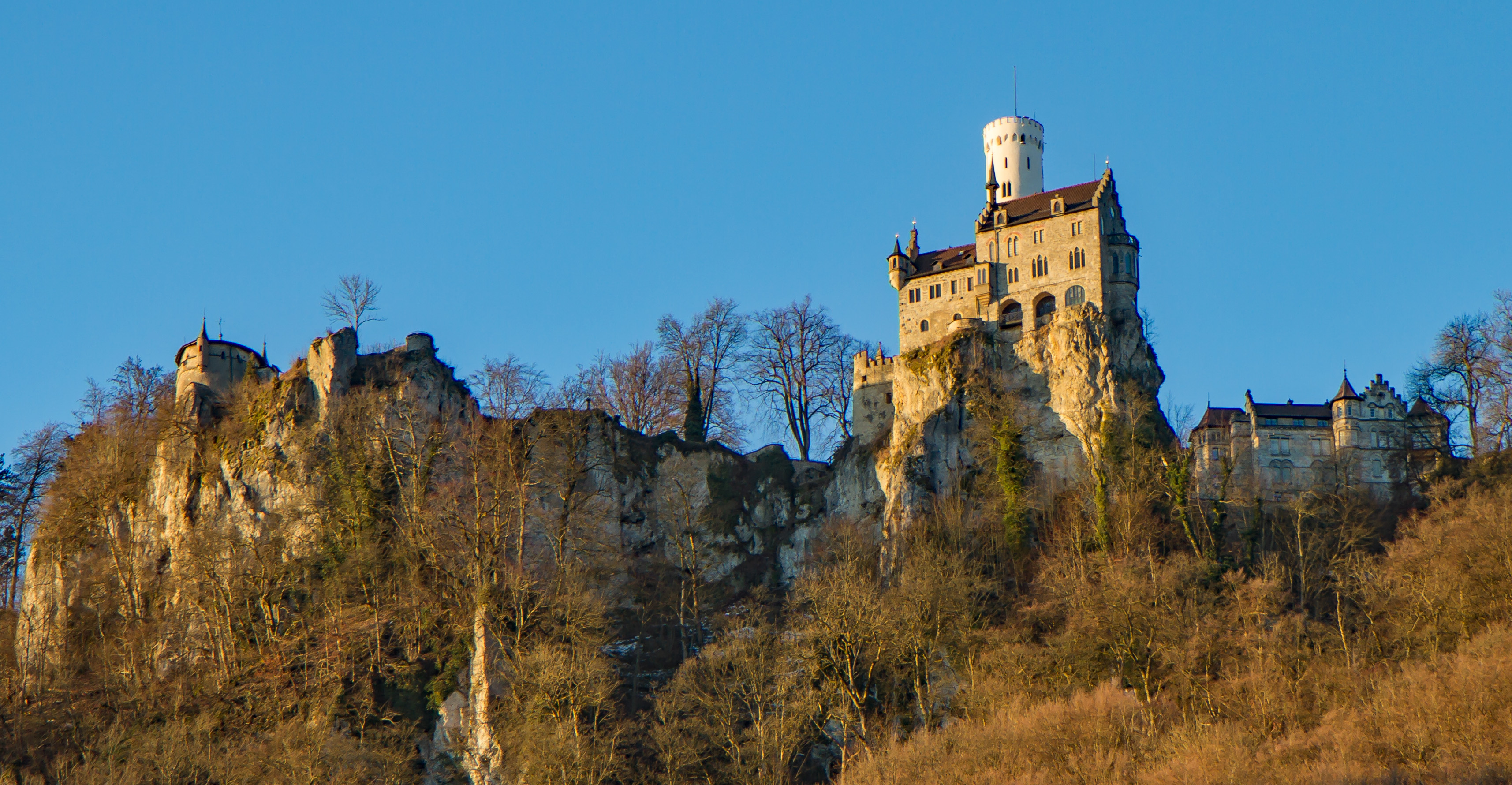
Widok z doliny (2018)
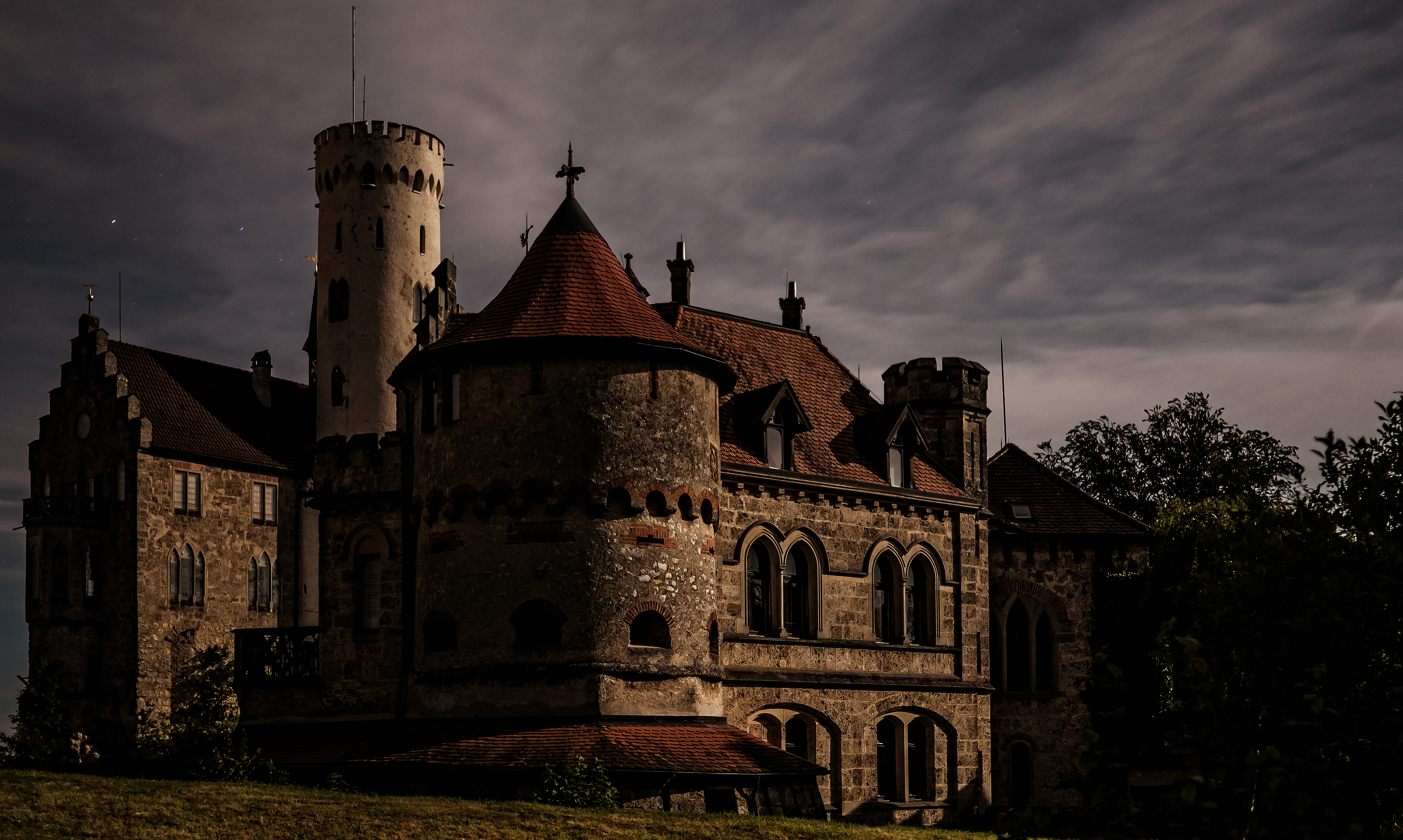
Zamek w świetle księżyca (2014)
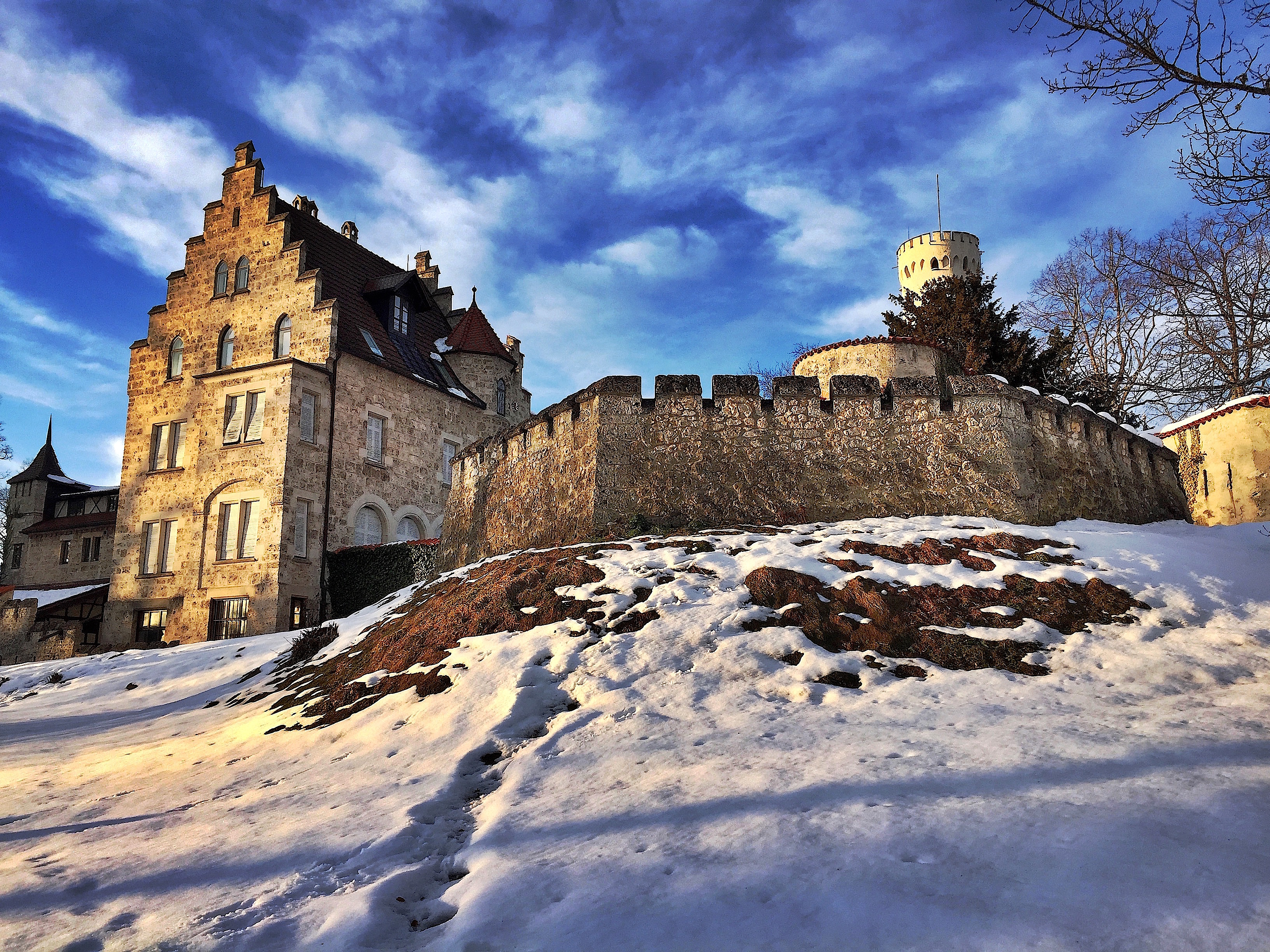
Widok w zimie (2015)
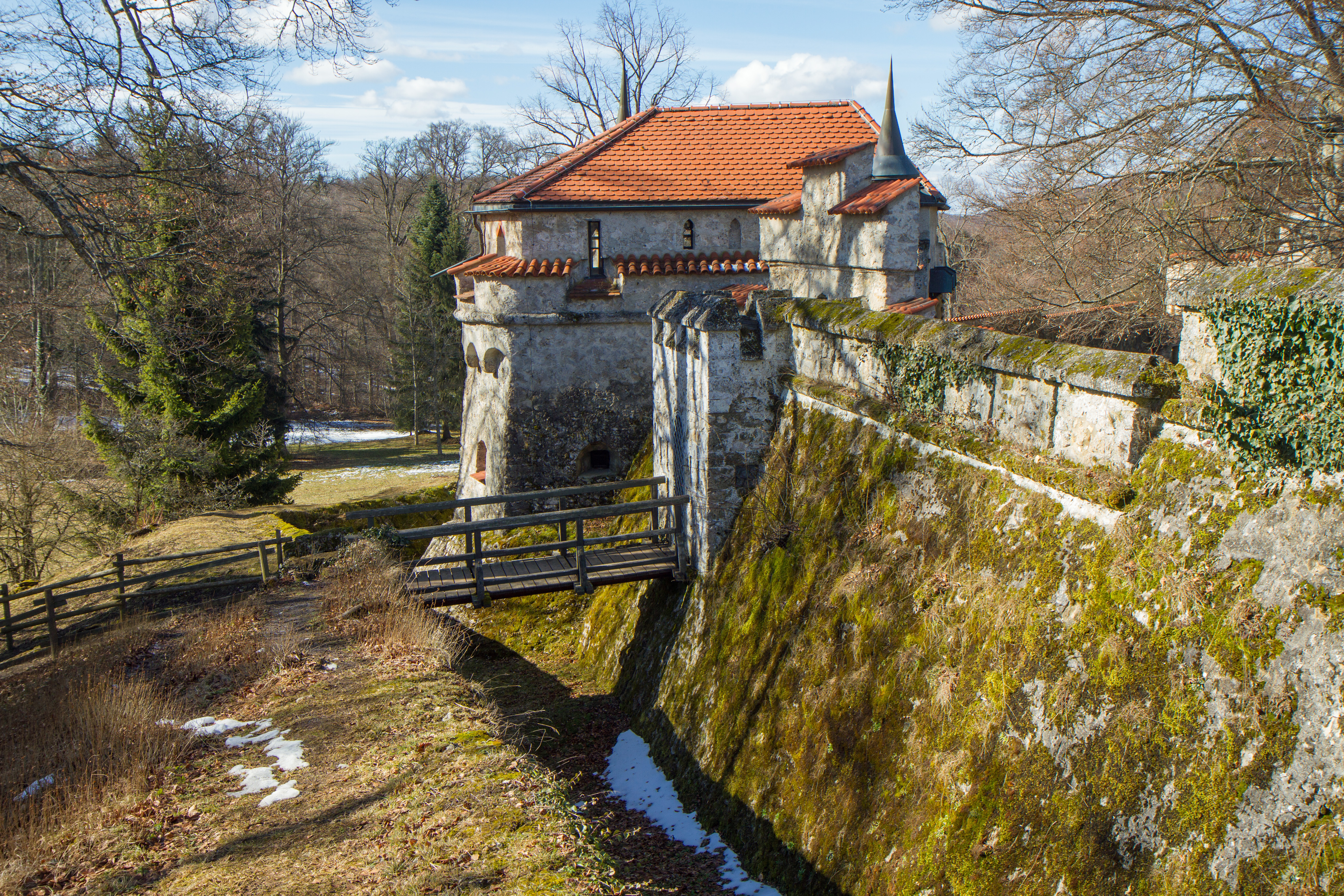
Mury zamku (2018)
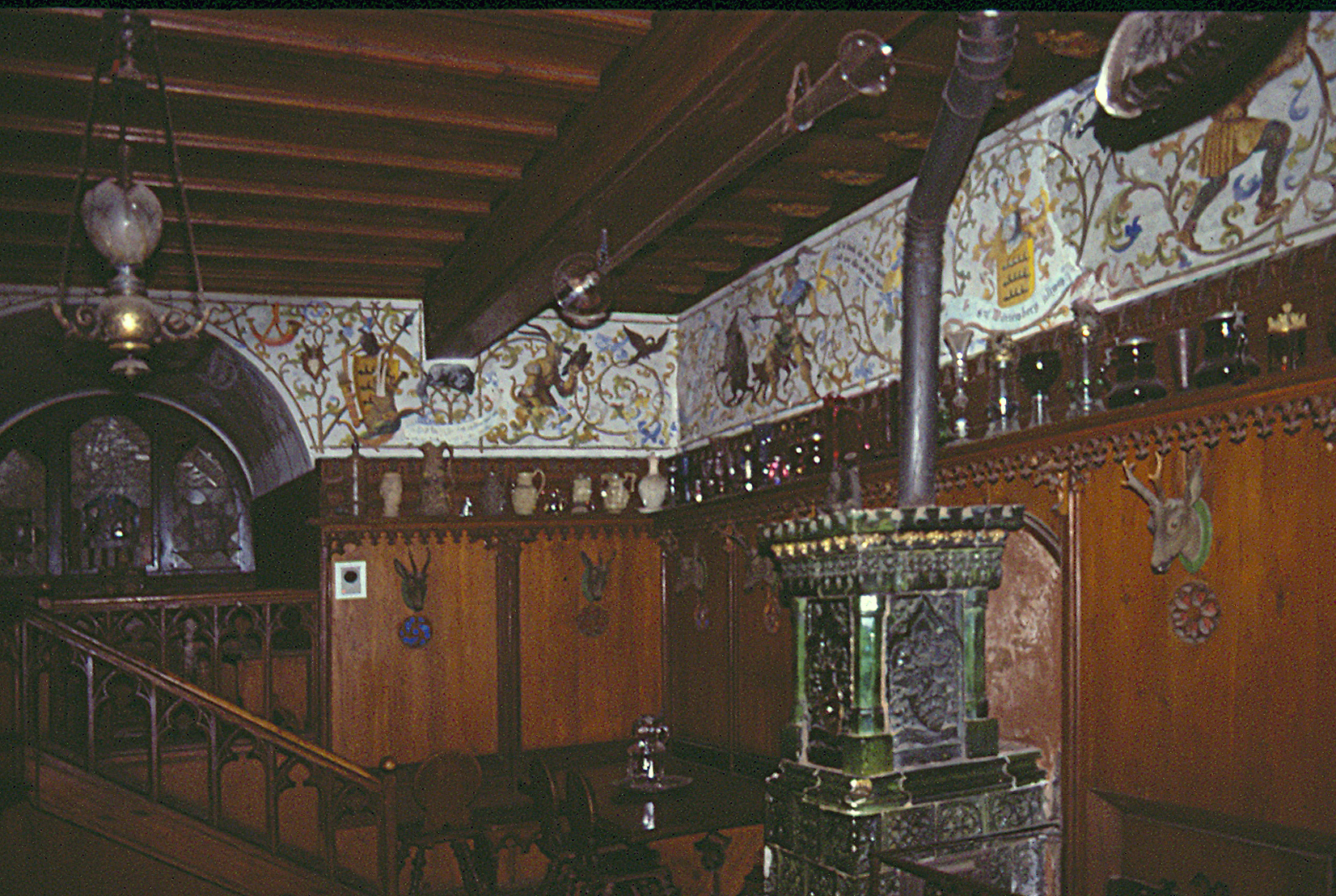
Wnętrze (1983)